# Пищац (гмина)
Гмина Пищац (пол. Gmina Piszczac) — сельская гмина (волость) в Польше, входит как административная единица в Бяльский повет, Люблинское воеводство. Административный центр гмины — деревня Пищац. Население — 7612 человек (на 2004 год).

## Сельские округа
1. Хотылув
2. Домбровица-Мала
3. Добрынка
4. Янувка
5. Колёня-Пищац-И
6. Колёня-Пищац-ИИ
7. Колёня-Пищац-ИИИ
8. Косьценевиче
9. Новы-Двур
10. Ортель-Крулевски-Други
11. Ортель-Крулевски-Первши
12. Пищац
13. Пищац-Колёня
14. Полоски
15. Попель
16. Троянув
17. Вулька-Косценевицка
18. Вычулки
19. Захорув
20. Залютынь

## Соседние гмины
1. Гмина Бяла-Подляска
2. Гмина Кодень
3. Гмина Ломазы
4. Гмина Тересполь
5. Гмина Тучна
6. Гмина Залесе